# Matériel roulant ferroviaire circulant en France
 (octobre 2017).
Si vous disposez d'ouvrages ou d'articles de référence ou si vous connaissez des sites web de qualité traitant du thème abordé ici, merci de compléter l'article en donnant les références utiles à sa vérifiabilité et en les liant à la section « Notes et références ».
 (mars 2025).
Le matériel roulant ferroviaire circulant en France comprend notamment le matériel de la Société nationale des chemins de fer français (SNCF) et des entreprises des métros et des tramways, auquel il faut ajouter le matériel des nouvelles entreprises fret, et des compagnies étrangères pénétrant en France, ainsi que celui, varié, des chemins de fer historiques et/ou touristiques.
On notera enfin que dans le domaine du fret, de nombreux wagons sont propriétaires d'entreprises variées, généralement des prestataires spécifiques tels que GEFCO ou SGW ou directement des chargeurs.

## Le matériel de la SNCF
Le matériel roulant ferroviaire ayant une durée de vie moyenne de trente à quarante ans, le parc actuel de la SNCF a une très grande variété, qui tend néanmoins à diminuer, par un effort global de standardisation.

## Le matériel des nouveaux entrants

### Compagnies de fret

#### Euro Cargo Rail

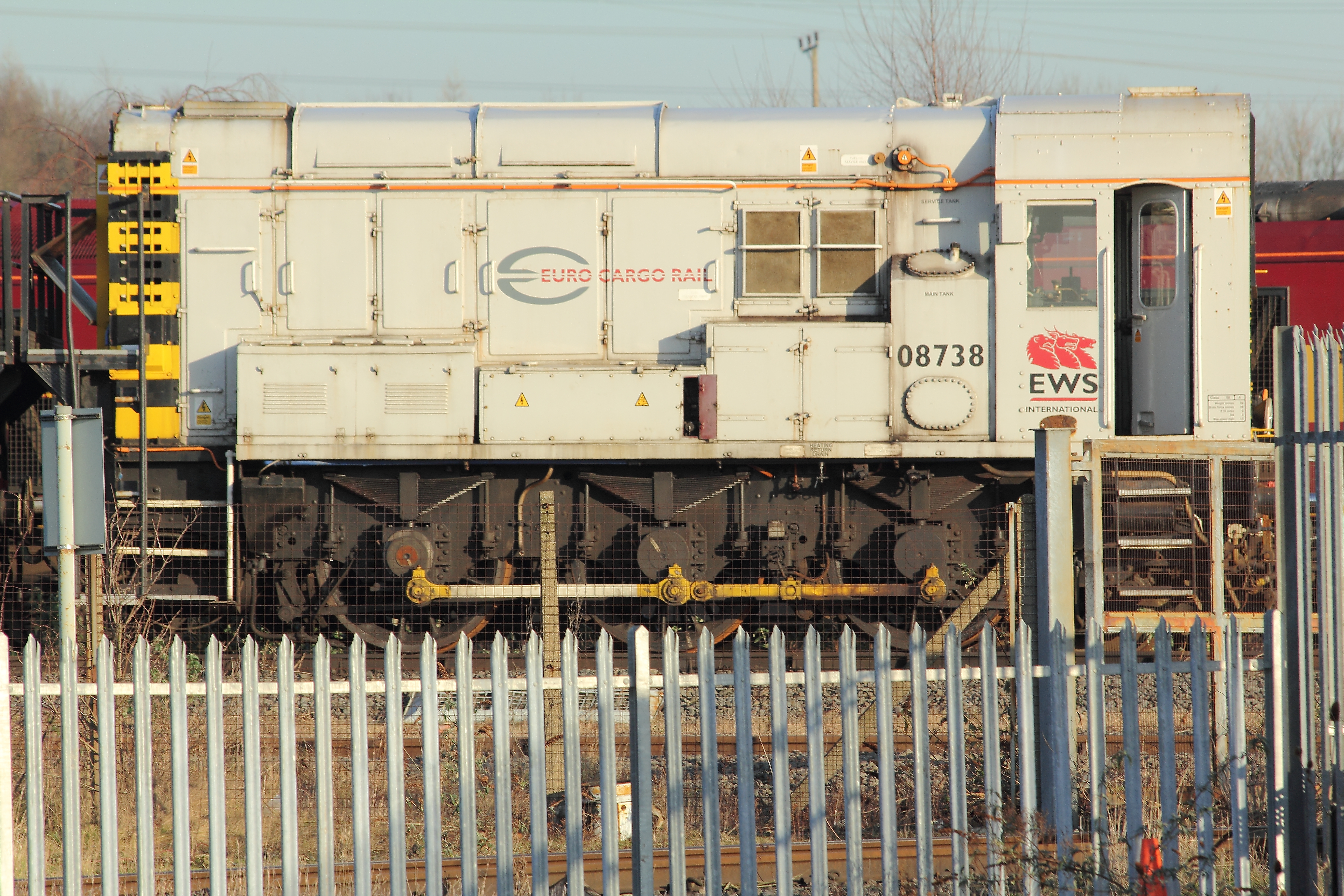
Euro Cargo Rail Class 08

- Bombardier Traxx E 186
- BB 27000 (Akiem)
- BB 37000 (Akiem)
- Vossloh G 1000

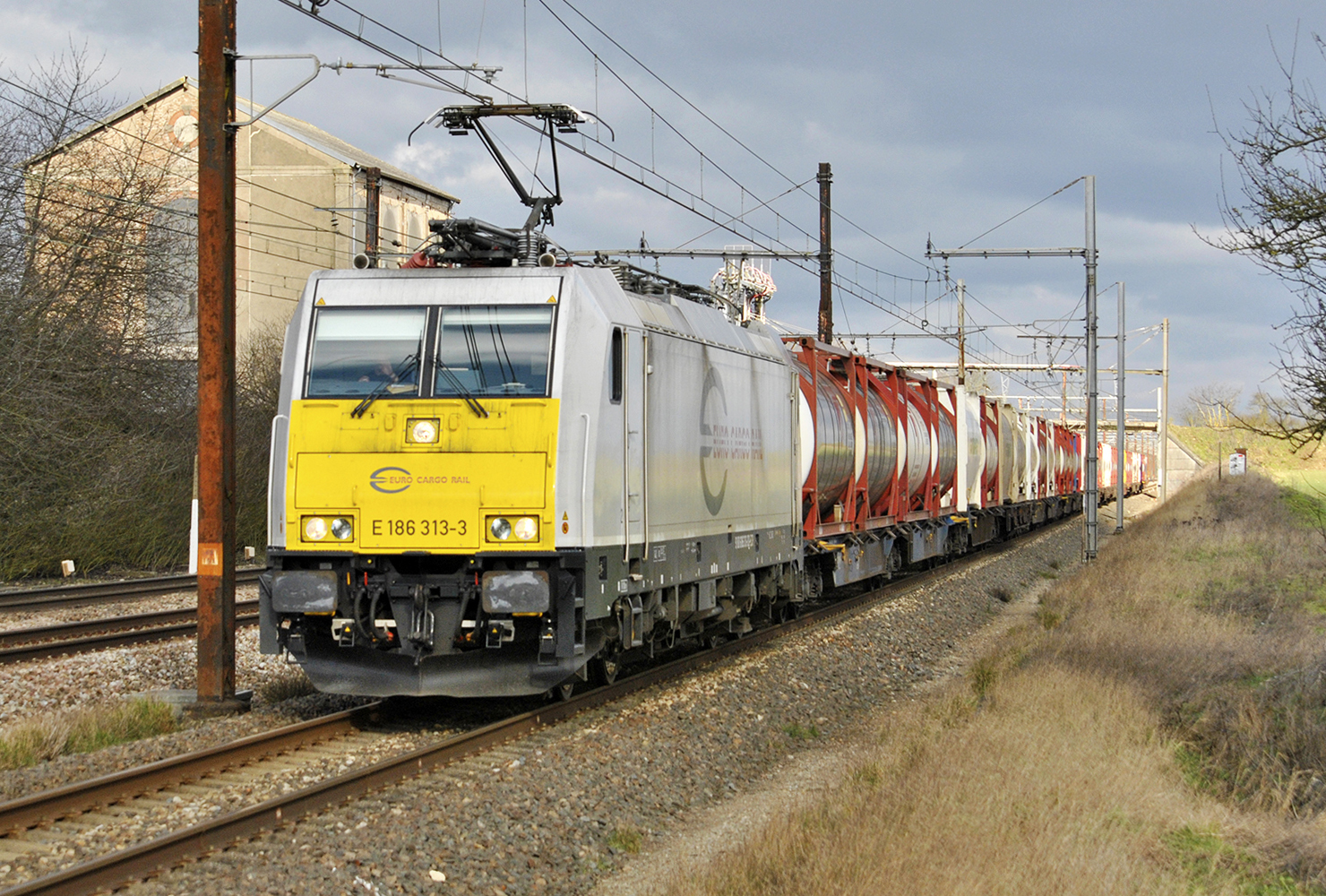
Euro Cargo Rail E186

- Vossloh G 1206 (Alpha Trains)Euro Cargo Rail Class 77
- Vossloh G 2000 (Alpha Trains)

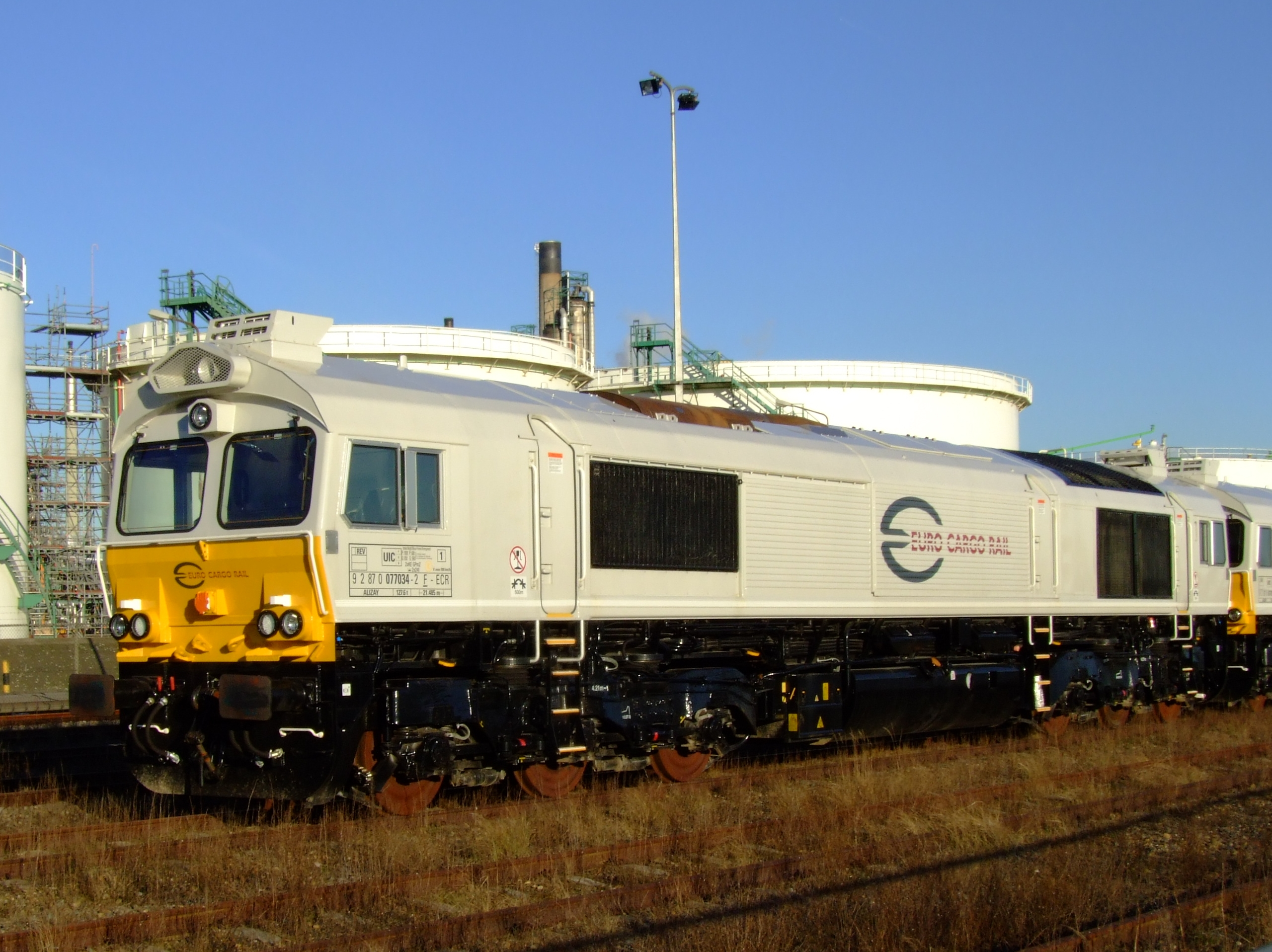
Euro Cargo Rail Class 77

- EMD Class 66 (Alpha Trains)Euro Cargo Rail Class 08
- EMD Class 77 (Alpha Trains)
- Vossloh Euro 4000 (Alpha Trains)
- Locotracteurs Class 08 ex-BR
- Y 8000 (Akiem)

#### CFTA Cargo(branche deVeolia Transportpuis d’Europorte)
- BB 4800 (semblables aux BB 63000 SNCF)

#### Europorte
- BB E 37500 (parfois Akiem ou CB Rail)
- Vossloh G 1000
- Vossloh G 1206 (parfois Alpha Trains ou MRCE)
- Vossloh G 2000 (Vossloh ou Alpha Trains)

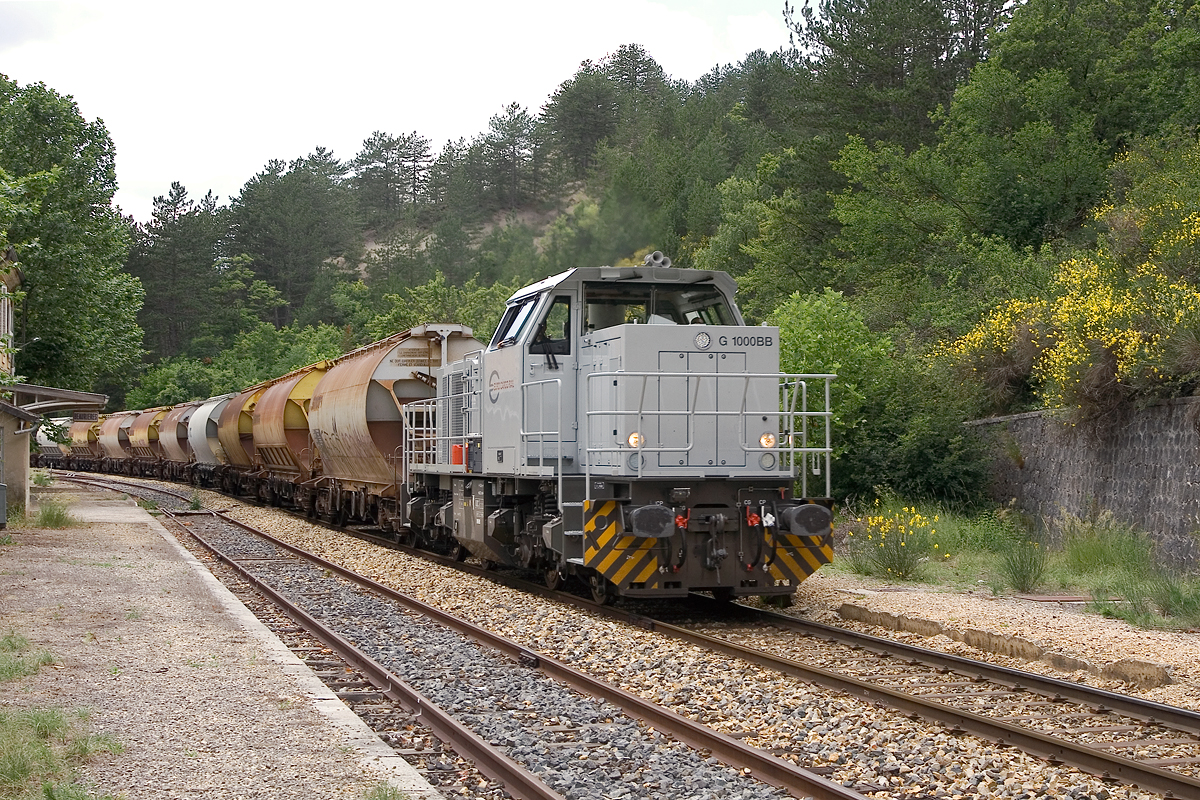
Euro Cargo Rail G 1000

- Vossloh Euro 4000 (Beacon Rail) Euro Cargo Rail G 1000 BB 4500 ex CFTA
- BB 4800 ex-CFTA

#### Captrain France(anciennementVFLI, Voies Ferrées Locales et Industrielles)

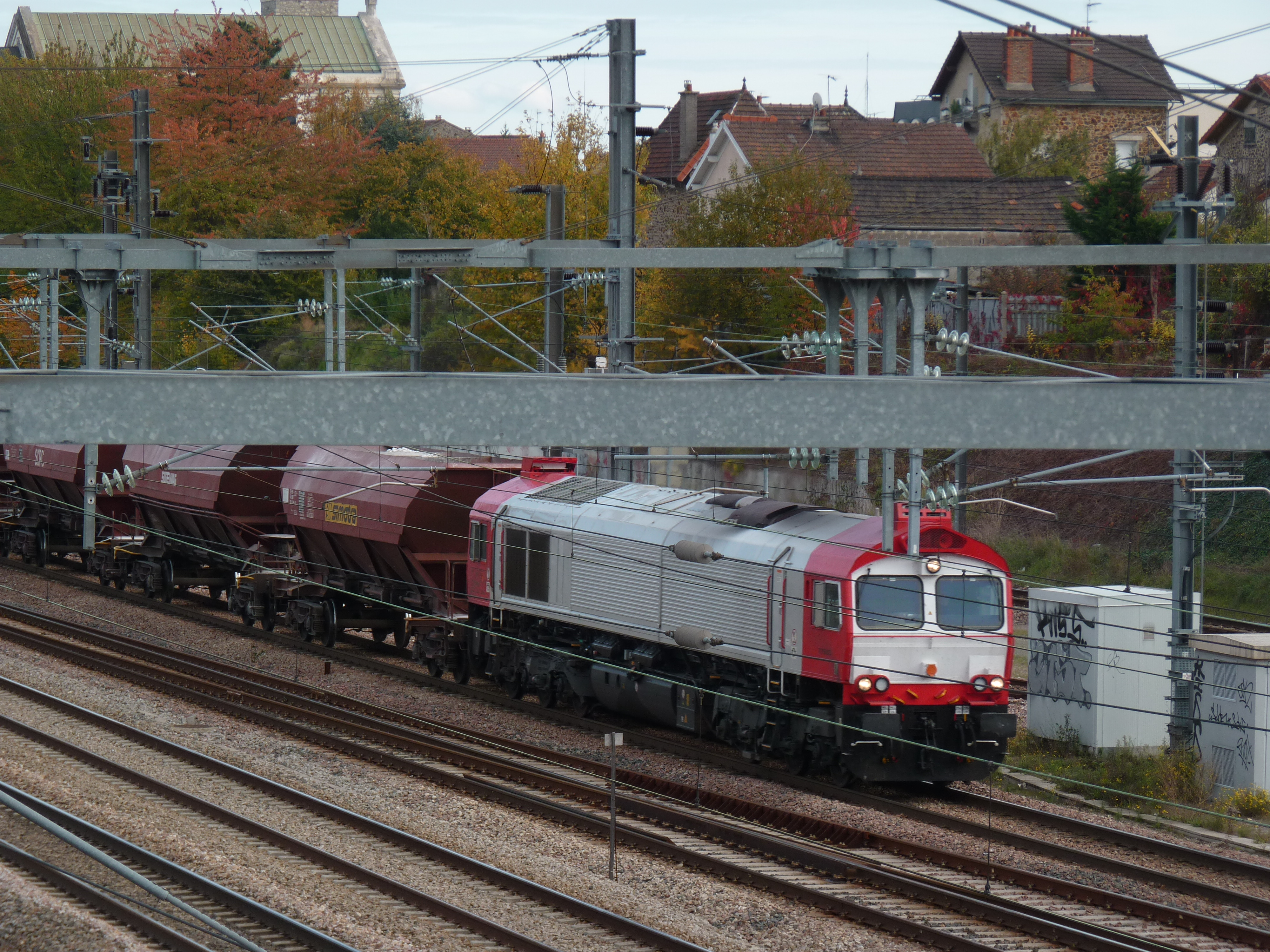
VFLI Class 77

- BB 27000
- BB 37000
- Euro Cargo Rail Euro 4000BB 75000 (Akiem)
- BB 63000/63500
- BB 66000/66400

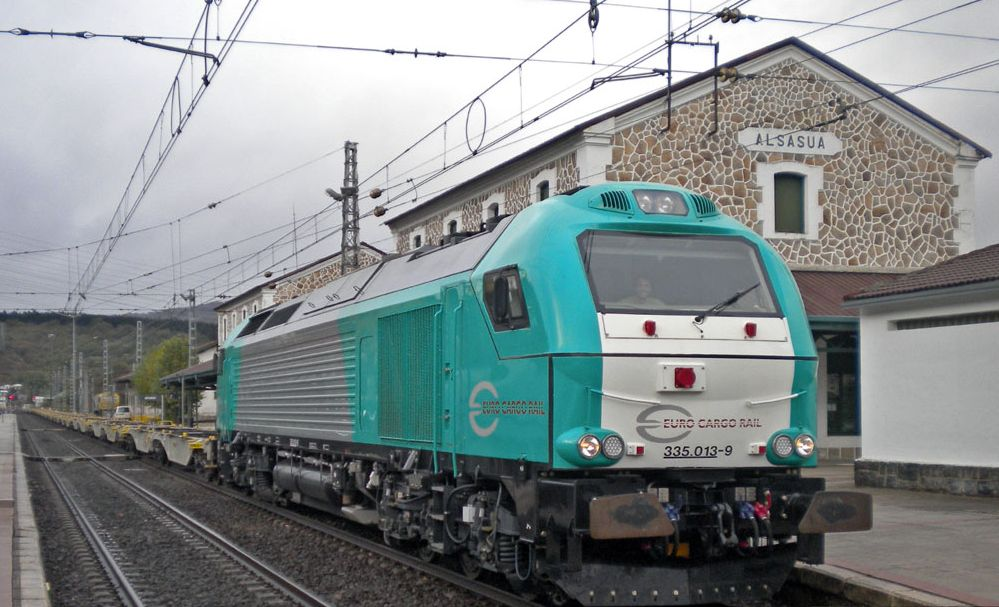
Euro Cargo Rail Euro 4000

- BB 400 (BB 63000 profondément rénovées)
- BB 62400 (ex-2400 NS)
- Moyse BB 1400
- Vossloh G 1000 (Alpha Trains)
- Vossloh G 1206 (Millet ou Alpha Trains)Europorte Euro 4000

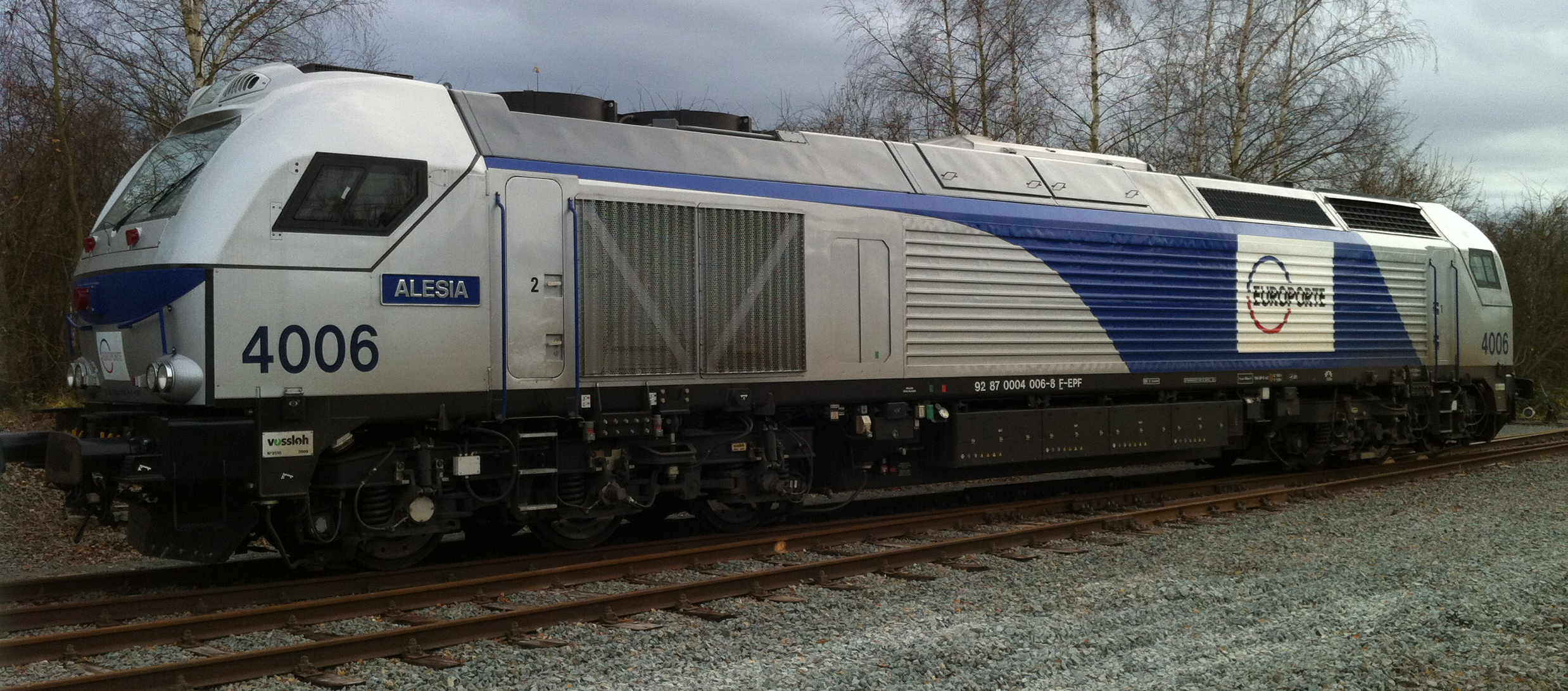
Europorte Euro 4000

- EMD Class 77 (Akiem)
- Vossloh Euro 4000VFLI Class 77
- Y 7100/7400
- Locotracteurs Moyse BN 44

#### OSR France(On Site Rail)
- BB 75000 (Akiem)
- Vossloh G 1206 (Alpha Trains)

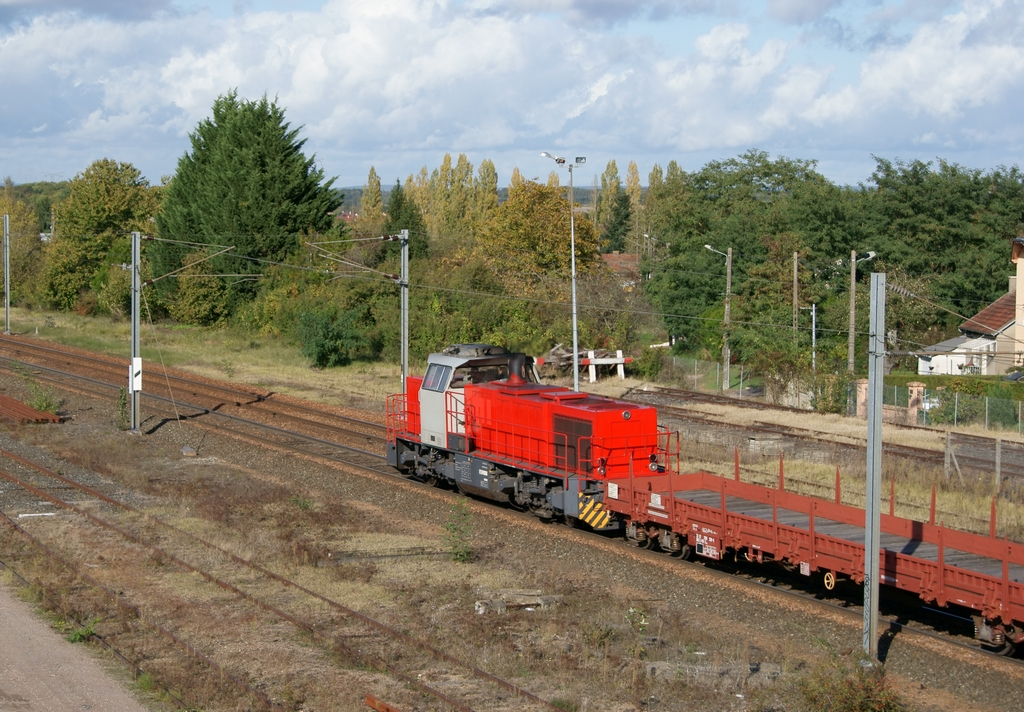
VFLI G 1206

- Vossloh G 2000 prêtées par la SNCB (Alpha Trains)
- Locotracteurs 8200 prêtés par la SNCB

#### CFR (Compagnie Ferroviaire Régionale)
- Vossloh G 1000 (Alpha Trains)
- Vossloh G 1206 (Alpha Trains)

#### ETF Services (voir ETF)
- BB 27000 (Akiem)
- BB 75000 (Akiem)
- EMD Class 77 (Akiem)
- Vossloh G 1206 (Alpha Trains)

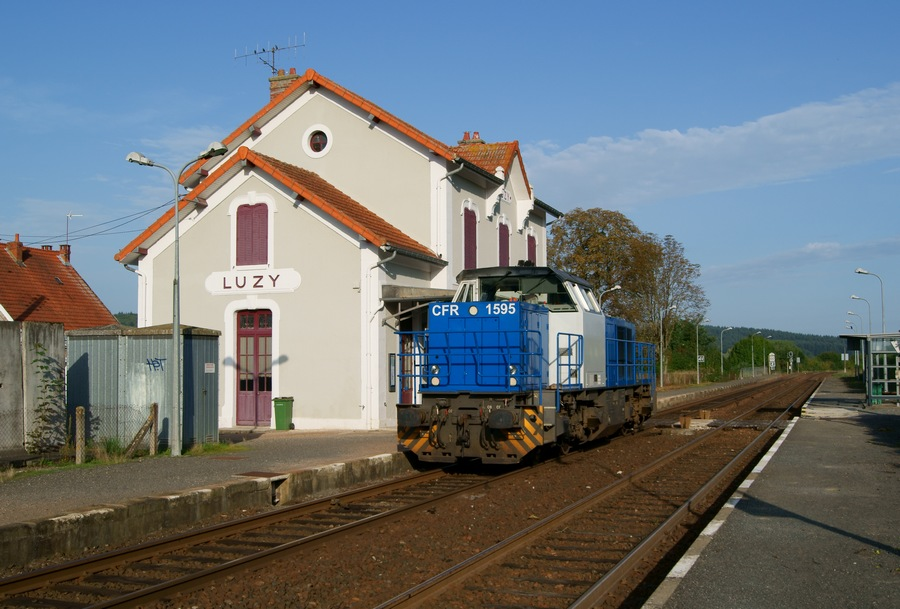
CFR G 1000

#### Régiorail Languedoc-Roussillon (ex-TPCF Fret)

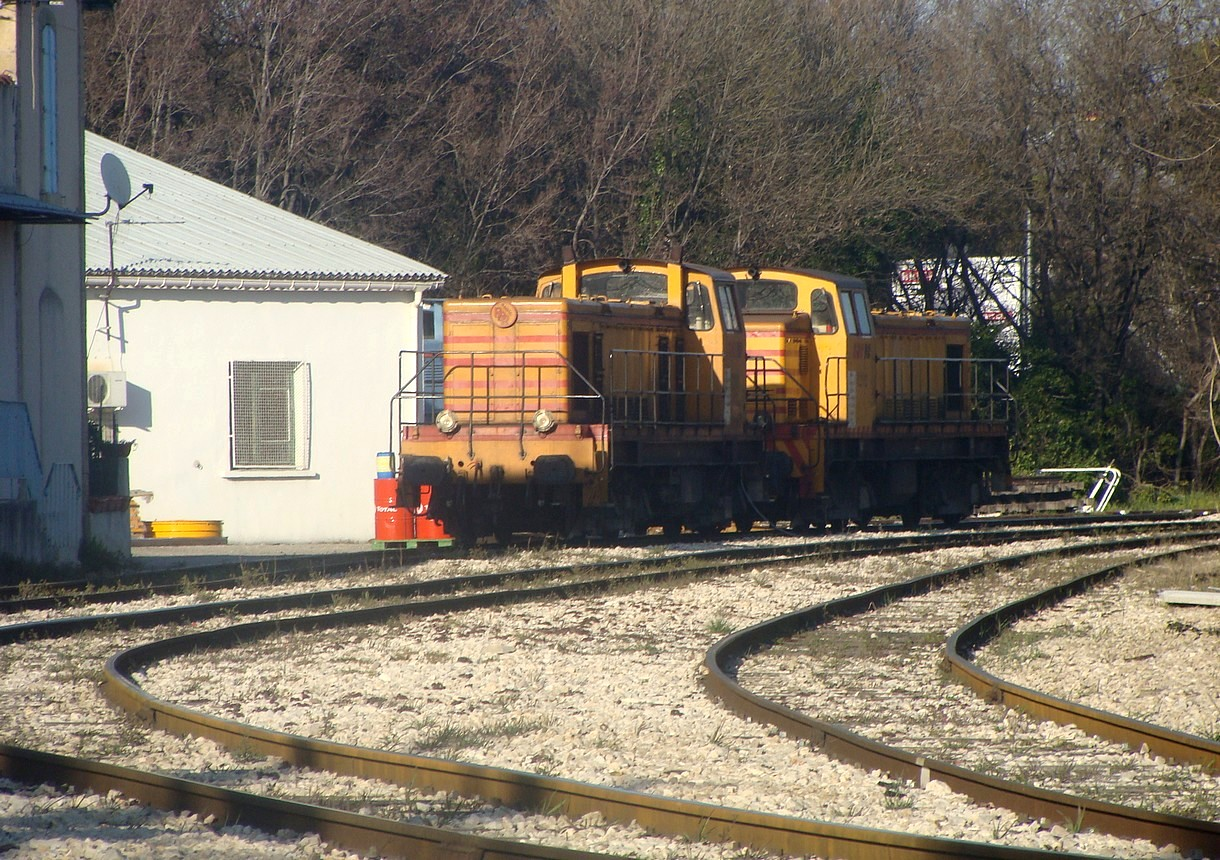
2 BB 1200 RDT 13

- BB 27000 (Akiem)
- BB 63000
- BB 71000
- Vossloh G 1206 (Alpha Trains)2 BB 1200 RDT 13
- Y 2400

#### Agénia (voir E-Génie)
- BB 60000

#### Ferovergne
- Y 7400

#### RDT 13(Régie départementale des transports des Bouches-du-Rhône
- Vossloh G 2000
- Vossloh G 1206
- Vossloh DE 18
- BB 1200 (proches des BB 63000 SNCF)
- BB 800/900 ex-CFL (proches des BB 63000 SNCF)
- Moyse BB 1400
- Locotracteurs Fauvet Girel

### Compagnies de travaux ferroviaires

#### ETF (EuroviaTravaux Ferroviaires; ex-Drouard Frères)

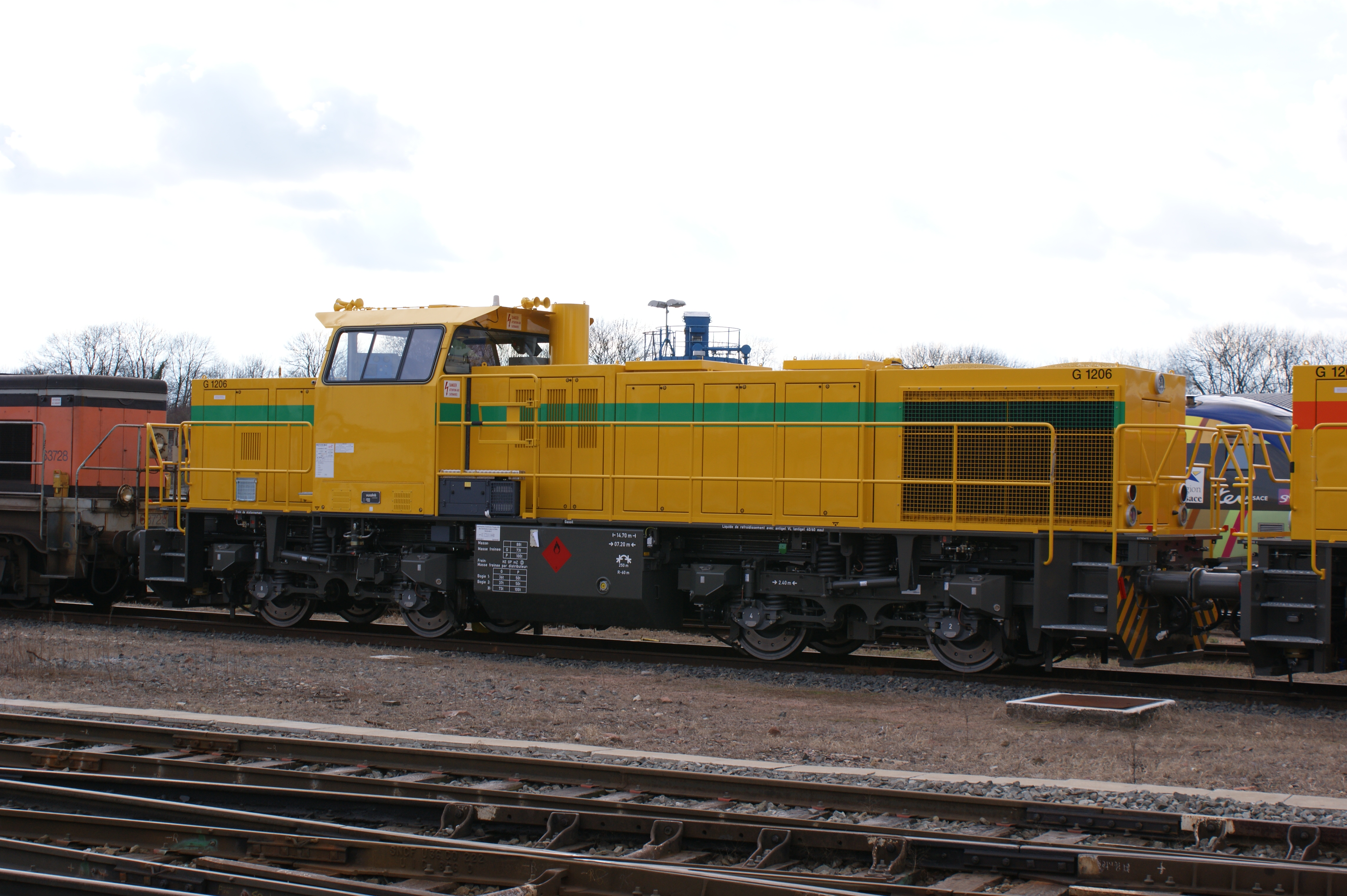
ETF G 1206

- Vossloh G 1206
- BB 63500
- BB 66600
- Class 58
- CC 65500
- V 211 ex-DBETF G 1206

#### Colas Rail(ex-Seco Rail/Seco DG; ex-Desquenne & Giral)

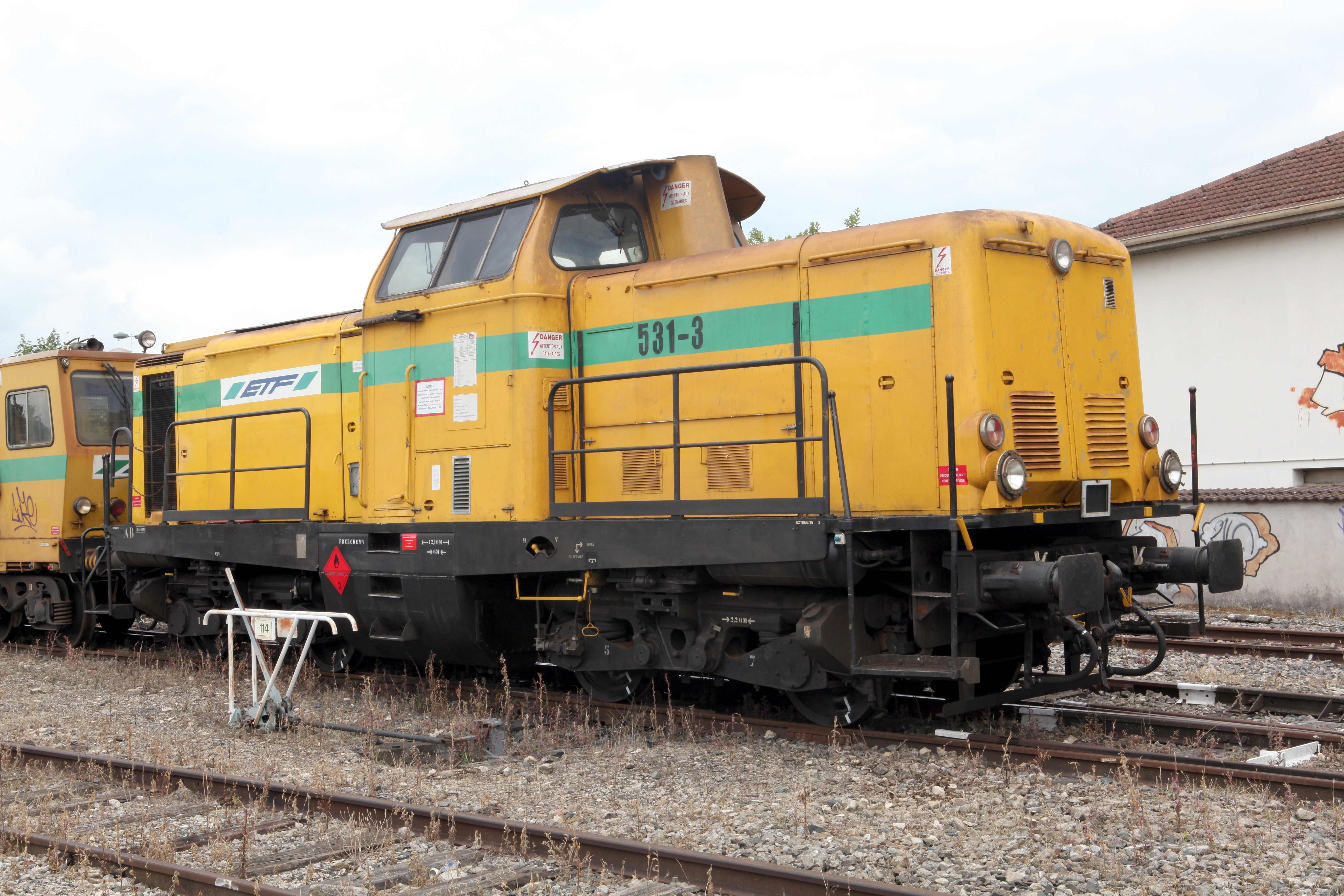
ETF V 211

- Vossloh G 1000 (parfois Vossloh)
- Vossloh G 1206
- Vossloh DE 18
- BB 63000
- CC 65500
- V 211/212 ex-DB
- Locotracteurs Decauville
- Locotracteurs CFD

#### Vecchietti

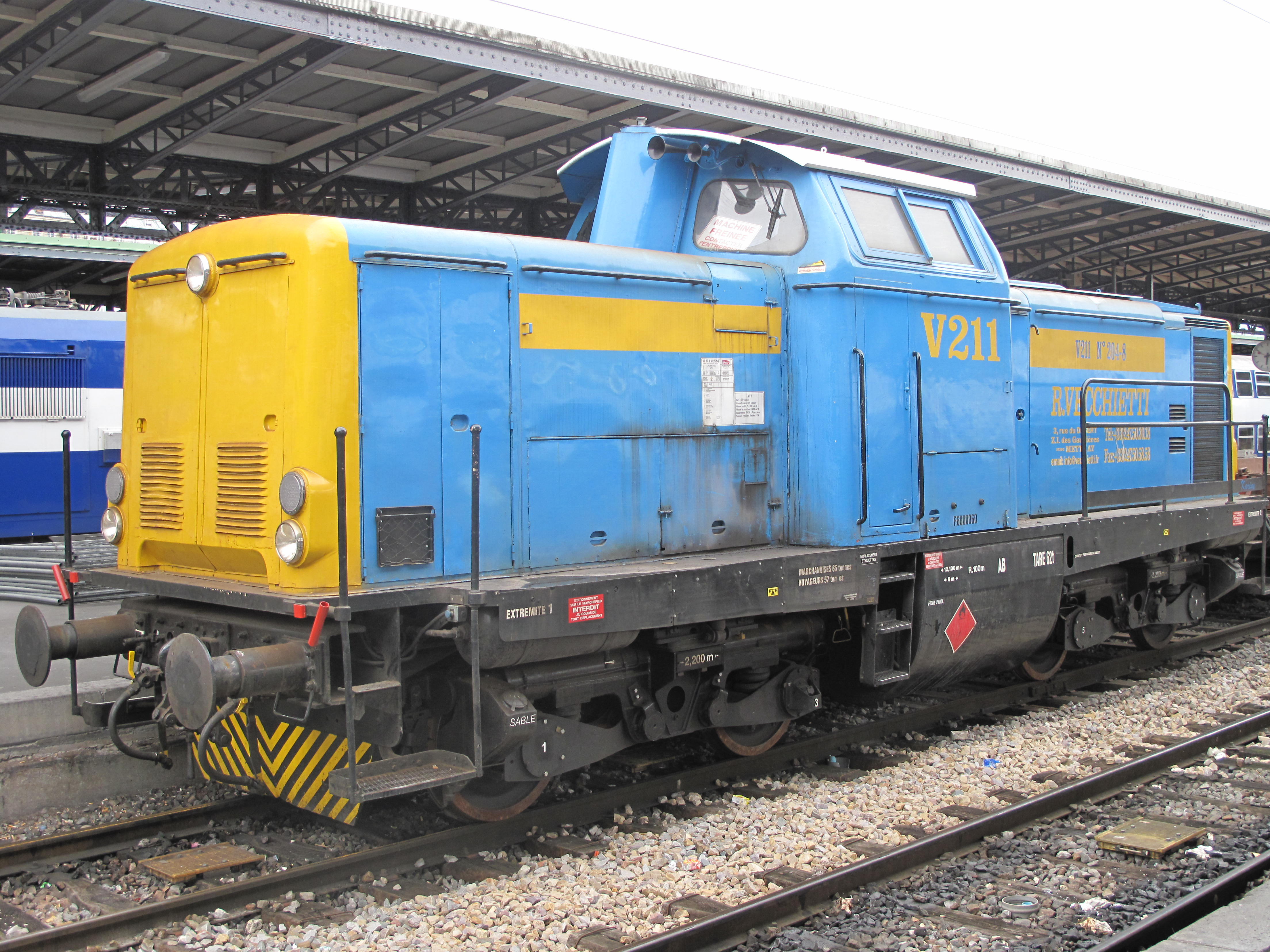
Vecchietti V 212

- G 1206 vossloh
- BB 66600
- V 212 ex-DB
- CC 65000Vecchietti V 212
- Y 51100

#### Meccoli
- V 212 ex-DB
- BB 66600

#### TSO(Travaux du Sud-Ouest)

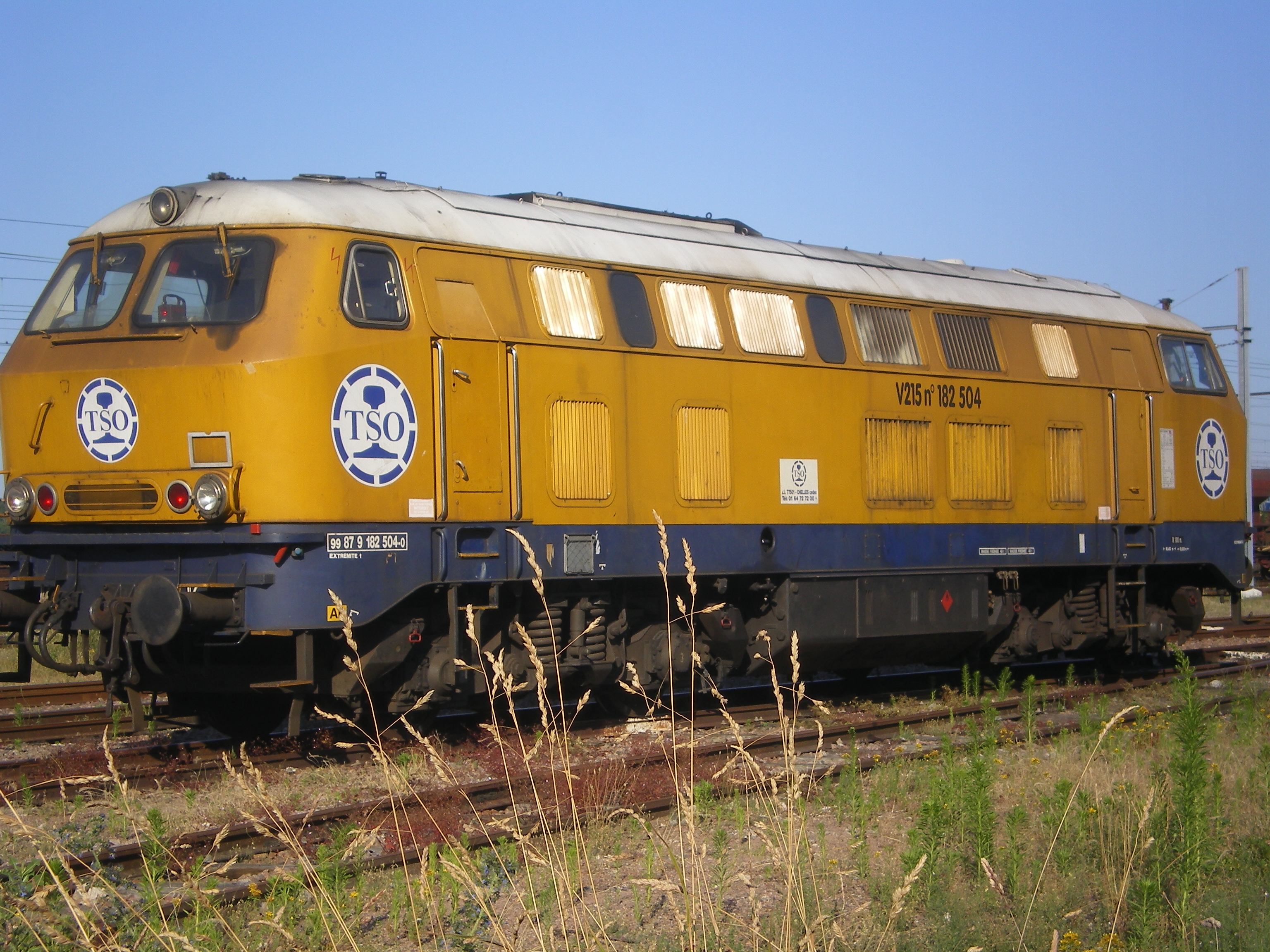
TSO V 215

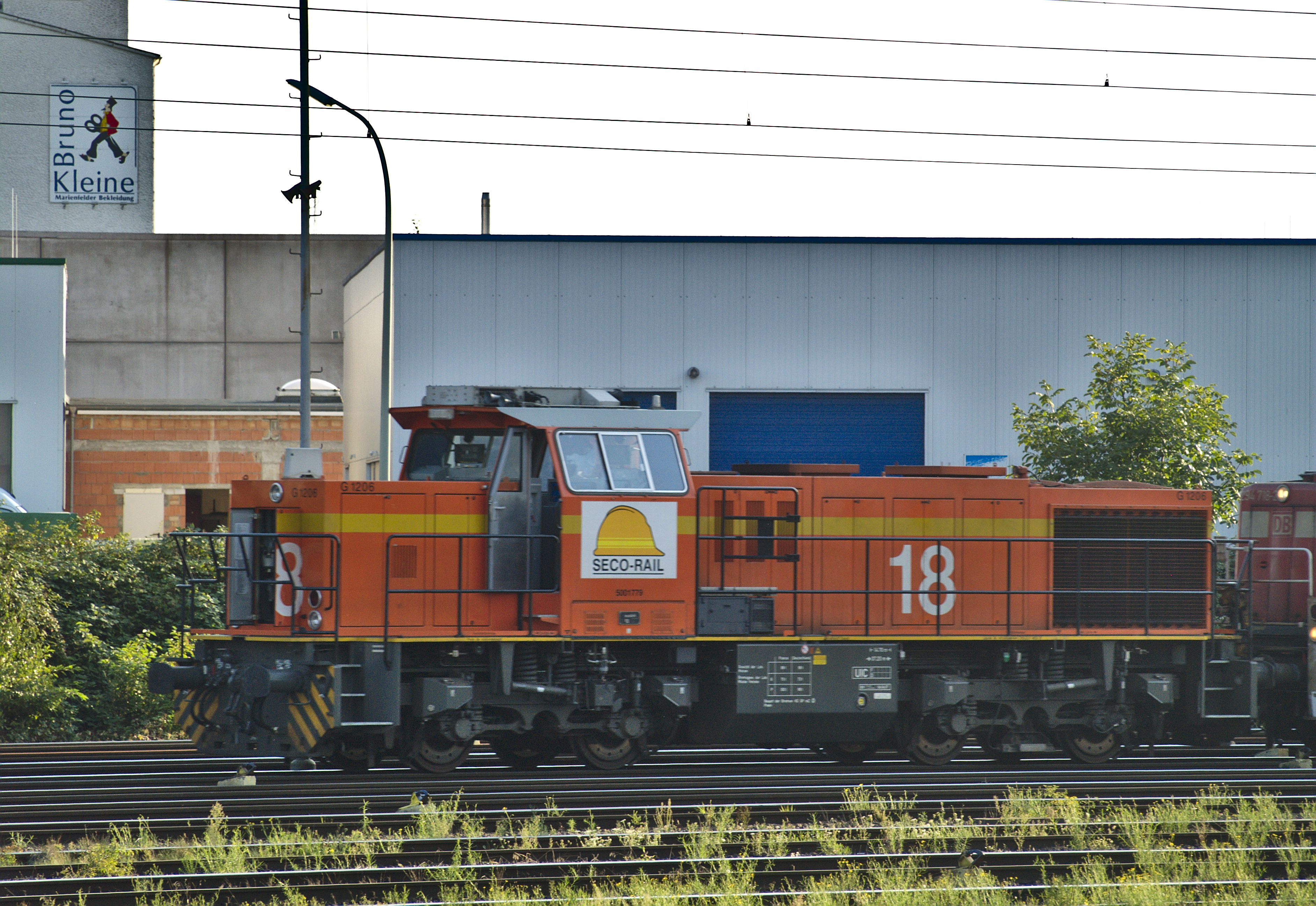
Colas Rail G 1206

- Vossloh G 1206
- V 215 ex-DB
- BB 75000 ( Akiem)
- Y 8000 (Akiem)

- V 211 ex-DB
- BB V 142
- Class 58Colas Rail G 1206
- CC 65500
- CFD BB 1500
- C 61100
- Y 2300
- Locotracteurs Köf III ex-DB
- Locotracteurs Moyse BN 28
- Locotracteurs Deutz KG 230
- Locotracteurs O&K
- Locotracteurs Rh 2060 ex-ÖBB

#### DVF (ex. Dijonnaise de Voies Ferrées)
- Vossloh G 1206 (Alpha Trains)

#### E-Génie (voir Agénia)
- V 212 ex-DB
- CFD BB 1500

## Le matériel des entreprises étrangères
Ces matériels sont peu nombreux, mais généralement assez symboliques des accords de la SNCF avec les entreprises des pays voisins, soit dans le domaine des trains de voyageurs internationaux ou régionaux, soit du fret.

### Trains internationaux
- En service
  - Trains à grande vitesse
    - Série 409 de la DB pour le service Thalys.
    - Thalys PBKA de la SNCB pour le service Thalys.
    - Thalys PBKA des NS pour le service Thalys.
    - TMST de la SNCB pour le service Eurostar.
    - Class 373 des BR pour le service Eurostar.
    - ICE 3 de la DB pour les services Paris - Francfort lancés à la mise en service du TGV Est le 10 juin 2007.

  - Talgo vers l'Espagne, de jour comme le résiduel Montpellier - Barcelone issu du Catalan Talgo, ou les trains de nuit d'Elipsos.
  - Divers trains de nuits, allemands et italiens principalement.
- Hors service
  - Locomotives électriques
    - Série 12 de la SNCB
    - Série 15 de la SNCB sur Paris-Nord - Bruxelles - Liège
    - Série 16 de la SNCB sur Paris-Nord - Bruxelles - Liège
    - Série 18 de la SNCB sur Paris-Nord - Bruxelles - Liège

  - Automotrices
    - ETR 460 qui reliaient Lyon et Milan, remplacés pour manque de fiabilité[réf. souhaitée] par des TER Rhône-Alpes en correspondance avec des TGV Paris - Milan ;
    - RAe TEE II des CFF sur Paris - Lausanne

  - Autorails
    - ALn 442-448 italiennes

### Trains régionaux
la liste non exhaustive comprend :
- En service :
  - Locomotives électriques
  - Automotrices

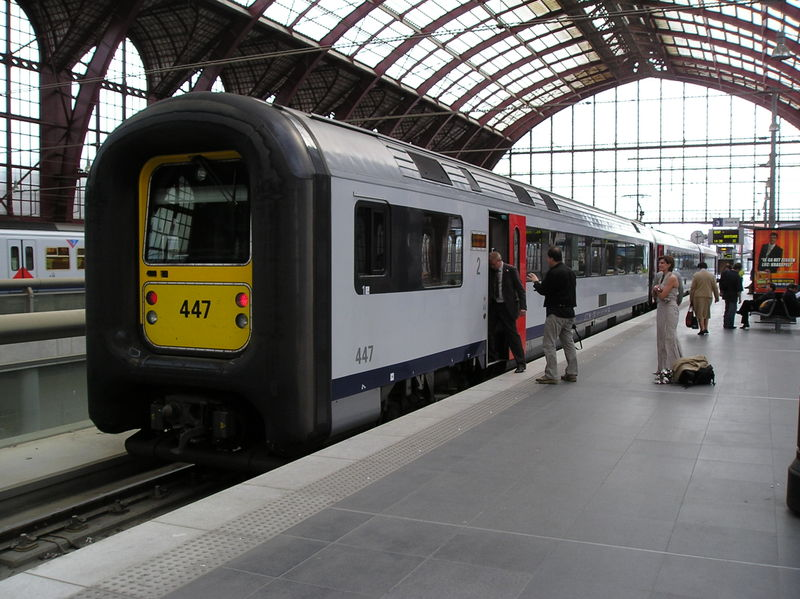
Une AM 96 de la SNCB

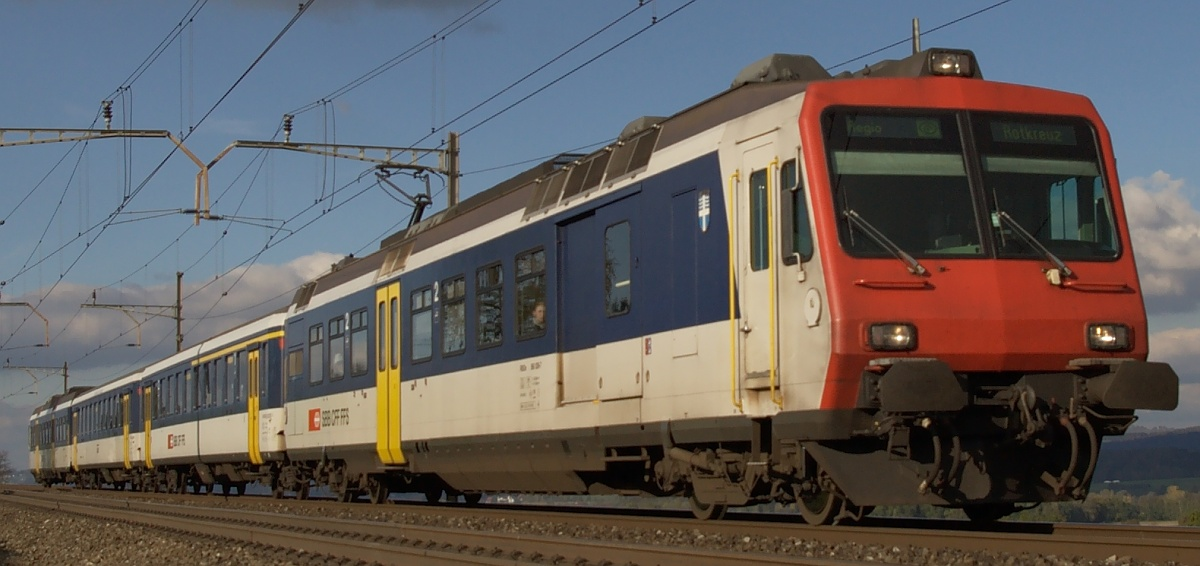
Une rame Colibri des CFF

    - RBDe 560 surnommées « Colibri » des CFF entre Frasne et Pontarlier vers Berne (et anciennement entre Mulhouse et Bâle) ;
    - Série 2000, remplacées depuis par la série 2200 des CFL, respectivement identiques aux Z 11500 et Z 24500 de la SNCF, sur l'axe Luxembourg - Metz - Nancy ;
    - AM 96 de la SNCB depuis la Belgique notamment vers Lille-Flandres ;

  - Locomotives diesel
  - Autorails
    - Regio-Shuttle de l'Ortenau-S-Bahn (de) sur Strasbourg - Offenbourg ;
- Hors service
  - Bem 550 des CFF du Rhône Express Régional entre Bellegarde et Genève.

### Trains deFret

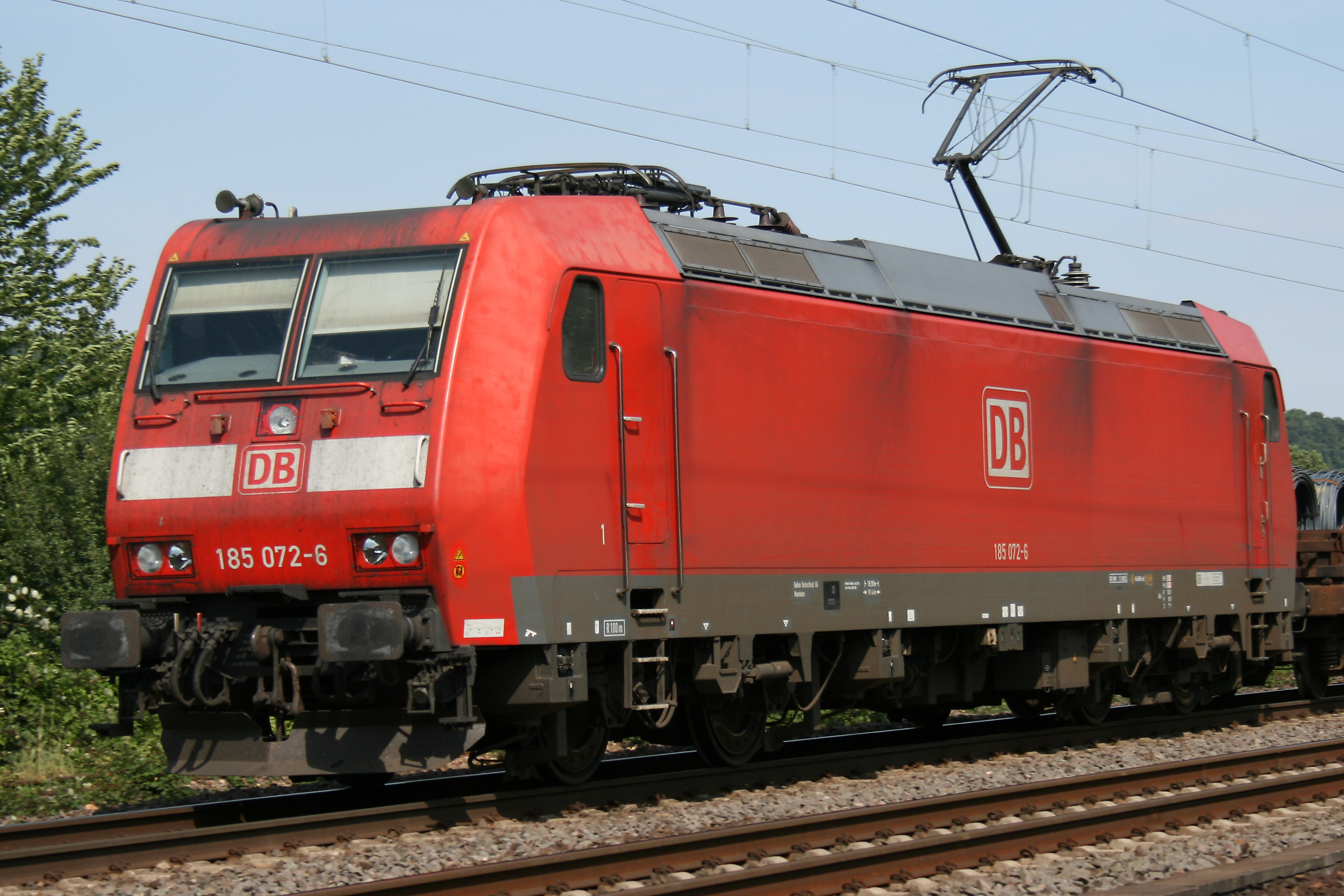
Une TRAXX E 185 de la DB

Enfin, pour le transport de Fret, les interpénétrations font venir :
- En service
  - Locomotives électriques
    - Série 185 (TRAXX) d'Allemagne
    - E.402B d'Italie
    - Série 13 de la SNCB
    - Série 3000 de la CFL
    - Class 92 des BR pour le Tunnel sous la Manche.
- Hors service

## Dépôts et ateliers
- Auvergne-Rhône-Alpes :
  - Chambéry (BB 22200, BB 63000, BB 67300)
  - Clermont-Ferrand (X 73500, X 76500)
  - L'Arbresle (U 52500)
  - Lyon-Vaise (B 81500, X 72500, X 73500)
  - Saint-Gervais (Z 800, Z 850)
  - Vénissieux (BB 88500, Z 23500, Z 24500, Z 27500, BB 63500, BB 64700, BB 64800, BB 66700)
- Bourgogne-Franche-Comté :
  - Dijon-Perrigny (BB 7200, BB 25500, BB 26000, BB 36000, BB 36300, Z 27500, B 81500, BB 63500, BB 66700, X 73500, X 76500)
  - Nevers (Z 27500, B 81500, BB 63500, BB 66000, BB 67200, BB 67400, X 4750, X 72500, X 73500)
- Bretagne :
  - Rennes (BB 25500, Z 9600, Z 21500, Z 27500, BB 63500, BB 67300, X 2100, X 73500)
- Centre-Val-de-Loire :
  - Tours (BB 22200, Z 21500, BB 63500, BB 66000, BB 67200, BB 67300, BB 67400, X 72500, X 73500)
- Grand-Est :
  - Chalindrey (B 82500,  BB 63500, BB 66400, BB 69200, BB 69400)
  - Epernay (BB 16500, Z 27500, X 73500, X 76500)
  - Metz (Z 24500, Z 27500, BB 63500, BB 64700, BB 64800, X 73500, X 73900, X 76500)
  - Strasbourg (BB 25500, BB 26000, BB 61000, BB 63500, BB 64800, BB 66700, BB 67400, X 73500, X 73900, X 76500)
  - Thionville (BB 25500, BB 27000, BB 37000, Z 27500)
- Hauts-de-France :
  - Lens (BB 22200, BB 27000, BB 63500, BB 66700)
  - Lille (Z 23500, Z 24500, Z 92050)
  - Longueau (BB 63500, BB 66000, BB 66400, BB 67200, BB 67300, BB 67400, BB 75000, B 82500, B 84500, X 72500, X 73500, X 76500)

- Île-de-France :
  - Achères (BB 15000, BB 17000, BB 25500, BB 27300, BB 63500, BB 64700, BB 64800)
  - Les Ardoines (Z 5600, Z 8800, Z 20500, Z 20900)
  - La Chapelle (BB 17000, Z 8100)
  - Chatillon (TGV Atlantique, TGV Duplex)
  - Joncherolles (Z 20500, Z 20900)
  - Le Landy (TGV Sud-Est, TGV Réseau, TGV TMST, TGV PBA, TGV PBKA)
  - Le Landy-Pleyel (Z 26500)
  - Montrouge (BB 25500, BB 27300, Z 26500)
  - Noisy (Z 20500, Z 22500, B 82500, U 25500)
  - Paris Sud-Est (TGV Sud-Est, TGV Duplex, TGV Réseau tritension, TGV Duplex-Réseau, TGV La Poste)
  - Saint-Lazare (Z 20500)
  - Technicentre Est Européen (TGV Réseau bicourant, TGV POS)
  - Villeneuve (BB 8500, BB 7200, BB 22200, BB 26000, BB 80000, BB 88500, Z 5300, Z 5600, Z 20500, BB 63000, BB 63500, BB 66700)
- Normandie :
  - Caen (Z 27500, X 72500, X 73500, X 76500)
  - Sotteville (Z 27500, BB 60000, BB 63500, BB 64700, BB 64800, BB 66000, BB 69200, X 73500)
- Nouvelle-Aquitaine :
  - Bordeaux (BB 7200, B 81500, BB 63500, BB 66000, BB 67400)
  - Limoges (B 81500, X 72500, X 73500)
  - Saintes (B 82500)

- Occitanie :
  - Toulouse (BB 26000, Z 27500, B 81500, BB 66000, X 72500, X 73500)
  - Villefranche-de-Conflent (Z 100, Z 150, Z 200)

- Pays-de-la-Loire :
  - Nantes (Z 24500, Z 27500, BB 63500, X 2100, X 4630, X 72500, X 73500, X 76500)

- Provence-Alpes-Côte d'Azur :
  - Avignon (BB 26000, BB 63500, BB 64700, BB 64800, BB 66000, BB 67200, BB 69200)
  - Marseille (BB 7200, BB 22200, BB 25500, Z 7300, Z 7500, Z 23500, Z 26500, Z 27500, B 81500, BB 67400, X 72500, X 76500)
  - Nice (BB 63000, BB 63500)

Source : Le Train, Atlas ferroviaire France 2008-2009